# Проблеми програмування
«Проблеми програмування» — науковий теоретично-прикладний журнал. Видається українською та англійською мовами. Заснований у 1999 році. Журнал публікує роботи теоретичного і прикладного характеру в широкому спектрі проблем, пов'язаних із програмуванням та програмною інженерією, висвітлює найважливіші досягнення в цій галузі та основні напрямки її розвитку.
Статті журналу зберігаються в електронній бібліотеці періодичних видань НАН України.

## Про журнал
У 1999 році згідно з Постановою Президії Національної академії наук України № 91 від 10.03.1999 було започатковано видання журналу «Проблеми програмування» (головний редактор — академік НАН України П. І. Андон). Заснування журналу обумовлено потребою всебічного сприяння розвитку та координації наукових досліджень в галузі програмування. Основним завданням журналу є публікація оригінальних та оглядових праць з питань програмування для спеціалістів академічних і галузевих інститутів, інших фахівців, що працюють в галузі програмування.

## Тематика
Провідні тематичні розділи журналу:
- теоретичні та методологічні основи програмування;
- формальні методи програмування;
- методи і засоби програмної інженерії;
- паралельне програмування, розподілені системи та мережі;
- моделі та методи інженерії баз даних та знань;
- інформаційні системи;
- захист інформації;
- інструментальні засоби та середовища програмування;
- прикладне програмне забезпечення;
- навчальні та соціальні аспекти програмування.

## Редакційна колегія
Головний редактор — академік НАН України Пилип Іларіонович Андон.

## Члени редколегії
- А. В. Анісімов (Україна)
- О. С. Балабанов (Україна)
- М. М. Глибовець (Україна)
- Ш. Гудак (Словаччина)
- Л. Ф. Гуляницький (Україна)
- А. Ю. Дорошенко (Україна)
- В. П. Іванніков (Росія)
- Л. А. Калініченко (Росія)
- В. М. Касьянов (Росія)
- Н. М. Куссуль (Україна)
- О. А. Летичевський (Україна)
- М. С. Нікітченко (Україна)
- В. В. Пасічник (Україна)
- О. І. Провотар (Україна)
- В. Н. Редько (Україна)
- І. В. Сергієнко (Україна)
- М. О. Сидоров (Україна)
- І. П. Сініцин (Україна)
- С. Ф. Теленик (Україна)
- Е. Х. Тиугу (Естонія)
- Л. Хлухі (Словаччина)
- Л. Чая (Польща)